# Unterseeboot 467
L'Unterseeboot 467 ou U-467 est un sous-marin allemand (U-Boot) de type VIIC utilisé par la Kriegsmarine pendant la Seconde Guerre mondiale.
Le sous-marin fut commandé le 15 août 1940 à Kiel (Deutsche Werke), sa quille fut posée le 22 juin 1941, il fut lancé le 16 mai 1942 et mis en service le 15 juillet 1942, sous le commandement du Kapitänleutnant Heinz Kummer.
L'U-467 n'a ni endommagé ni coulé de navire au cours des deux patrouilles (44 jours en mer) qu'il effectua.  
Il fut coulé par des avions de l'US Navy au sud-est de l'Islande, en mai 1943.

## Conception
Unterseeboot type VII, l'U-467 avait un déplacement de 769 tonnes en surface et 871 tonnes en plongée. Il avait une longueur totale de 67,10 m, un maître-bau de 6,20 m, une hauteur de 9,60 m et un tirant d'eau de 4,74 m. Le sous-marin était propulsé par deux hélices de 1,23 m, deux moteurs diesel Germaniawerft M6V 40/46 de 6 cylindres en ligne de 1 400 cv à 470 tr/min, produisant un total de 2 060 à 2 350 kW en surface et de deux moteurs électriques Siemens-Schuckert GU 343/38-8 de 375 cv à 295 tr/min, produisant un total 550 kW, en plongée. Le sous-marin avait une vitesse en surface de 17,7 nœuds (32,8 km/h) et une vitesse de 7,6 nœuds (14,1 km/h) en plongée. Immergé, il avait un rayon d'action de 80 milles marins (150 km) à 4 nœuds (7,4 km/h; 4,6 milles par heure) et pouvait atteindre une profondeur de 230 m. En surface son rayon d'action était de 8 500 milles nautiques (soit 15 700 km) à 10 nœuds (19 km/h). 
L'U-467 était équipé de cinq tubes lance-torpilles de 53,3 cm (quatre montés à l'avant et un à l'arrière) qui contenait quatorze torpilles. Il était équipé d'un canon de 8,8 cm SK C/35 (220 coups) et d'un canon antiaérien de 20 mm Flak. Il pouvait transporter 26 mines TMA ou 39 mines TMB. Son équipage comprenait 4 officiers et 40 à 56 sous-mariniers.

## Historique
Il suit son temps d'entraînement initial dans la 5. Unterseebootsflottille jusqu'au 31 mars 1943, puis il rejoint son unité de combat dans la 11. Unterseebootsflottille.
Sa première patrouille est précédée d'un bref passage à Kiel. Il quitte Bergen le 27 mars 1943 et navigue au nord-ouest de la mer de Norvège. Il rentre à la base après 34 jours en mer, sans succès.
Sa deuxième sortie commence le 20 mai 1943, il patrouille au sud-est de l'Islande. Après six jours en mer, il est coulé à la position géographique 62° 25′ N, 14° 52′ O, par des mines Mark 24 lancées par un Catalina de la VPB-84 (en) (Patrol Bombing Squadron).
Les 46 hommes d'équipage meurent dans cette attaque.

## Affectations
- 5. Unterseebootsflottille du 15 juillet 1942 au 31 mars 1943 (Période de formation).
- 11. Unterseebootsflottille du 1er avril 1943 au 25 mai 1943 (Unité combattante).

## Commandement
- Kapitänleutnant Heinz Kummer du 15 juillet 1942 au 25 mai 1943.

## Patrouilles
|       | Commandant         | Départ       | Départ | Arrivée       | Arrivée | Jours    | Succès |
| ----- | ------------------ | ------------ | ------ | ------------- | ------- | -------- | ------ |
|       | Oblt. Heinz Kummer | 20 mars 1943 | Kiel   | 23 mars 1943  | Bergen  | 4 jours  |        |
| 1     | Oblt. Heinz Kummer | 27 mars 1943 | Bergen | 29 avril 1943 | Bergen  | 34 jours |        |
| 2     | Oblt. Heinz Kummer | 20 mai 1943  | Bergen | 25 mai 1943   | Coulé   | 6 jours  |        |
| Total | Total              | Total        | Total  | Total         | Total   | 44 jours | 0 t    |

Note : Oblt. = Oberleutnant zur See

### Opérations Wolfpack
L'U-467 opéra avec les Wolfpacks (meute de loups) durant sa carrière opérationnelle.
- Eisbär (30 mars - 15 avril 1943)